# Горечавка точечная
Горечавка точечная (лат. Gentiana punctata) — многолетнее травянистое растение семейства горечавковых.
Растение высотой 20—60 см, с корневищем. Листья противоположные, овальные. Цветки колокольчикообразные, с тёмными точками, в пазухах верхних листьев и на верхушках стеблей почти сидячие. Цветёт в июле - августе.
Растёт в Альпах и Карпатах на склонах, горных лугах, очень редко в зарослях криволесья.
Название рода происходит от имени иллирийские царя Гентиса, который, по преданию, первый открыл лечебные свойства растений этого рода. Видовое название связано с наличием тёмных точек на лепестках.
Горечавка точечная — ценное лекарственное растение. С лечебной целью используют корневище.
Вид занесён в Красную книгу Украины.